# Chiesa di Maria Santissima del Tindari

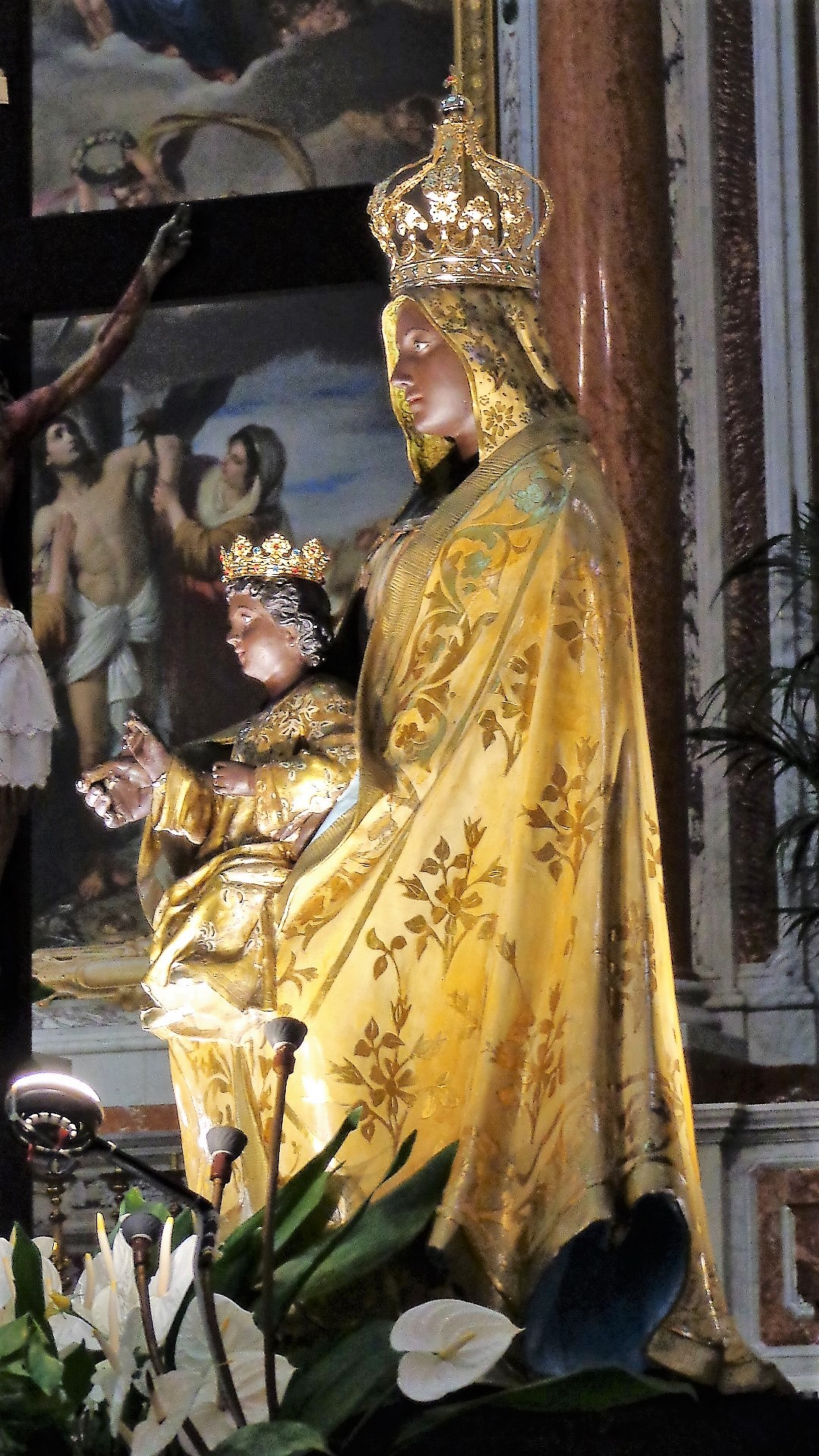
Icona Maria Santissima del Tindari.

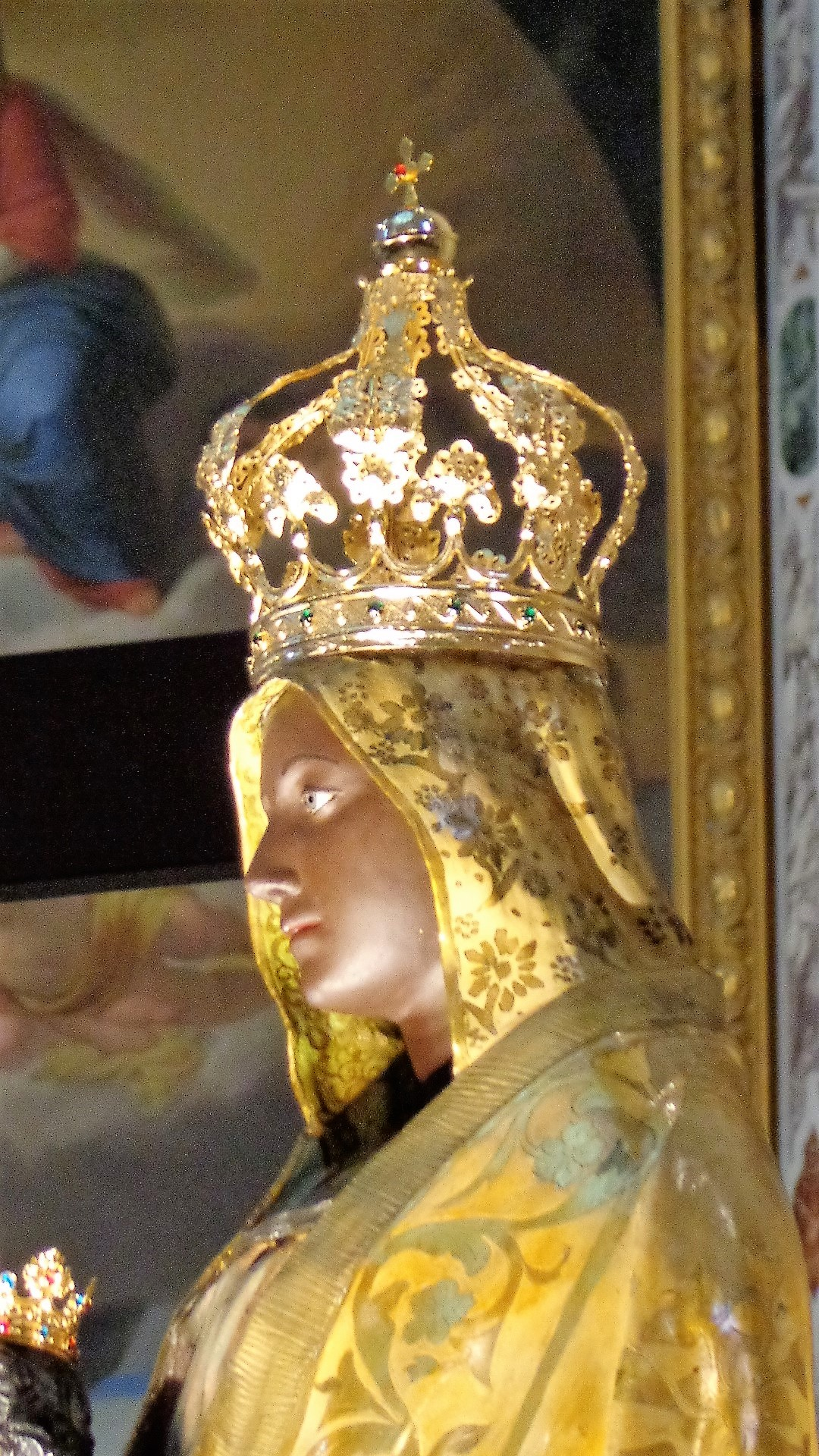
Dettaglio icona Maria Santissima del Tindari.

La chiesa di Maria Santissima del Tindari e l'adiacente monastero basiliano costituiscono l'aggregato monumentale ubicato in contrada Fai, nel quartiere «Immacolata» di Barcellona Pozzo di Gotto. Il complesso rappresenta la più grande struttura e istituzione religiosa cittadina. Luogo di culto appartenente all'arcidiocesi di Messina-Lipari-Santa Lucia del Mela, vicariato di Barcellona Pozzo di Gotto sotto il patrocinio di San Sebastiano, arcipretura di Barcellona Pozzo di Gotto.

## Storia
- 1693, Il terremoto del Val di Noto danneggia le strutture del monastero di Santa Maria di Gala. L'evento determina la scelta di una nuova dislocazione per il complesso, più sicura, grande, moderna e meno isolata, ubicata nella sempre più sviluppata cittadina di Barcellona.
- 1783, Il terremoto della Calabria meridionale accelera i tempi di realizzazione del nuovo complesso. Tra il 1776 e il 1791 sono completati i due corpi di fabbrica. Sul lato sinistro del prospetto rivolto a levante è realizzata la chiesa dotata di facciata in pietra d'intaglio, sul lato destro il grande monastero basiliano.

Nell'ultimo decennio del XVIII secolo la comunità dei monaci basiliani abbandona definitivamente la primitiva sede, decretandone un rapido e fatiscente declino.

## Prospetto
Il prospetto della chiesa è di Giuseppe Chindemi, appartenente ad una famiglia di argentieri messinesi. Unica chiesa del primitivo casale ad essere "firmata" dal suo ideatore: infatti, l'artista impresse la sua firma "Joseph Chindemi fecit 1791" sull'intonaco fresco dietro un campanile, assieme all'anno di esecuzione.
La facciata è classificabile tra le migliori opere esistenti in città, essa risulta costituita da lesene sovrapposte e prospettiche su tre rilievi che ripartiscono l'insieme in tre ordini mediante due cornicioni marcapiano. Ai lati due campanili delimitano il vano centrale. Il primo ordine comprende gli ingressi, il secondo tre finestre decorate da balaustre (la loggia centrale ulteriormente incorniciata da lesene con volute apicali), al terzo ordine le celle campanarie ai lati caratterizzate da timpani triangolari, al centro un frontone con oculo caratterizzato da sviluppo ad arco sormontato da stele reggicroce decorato con riccioli.
Fino all'estate del 1991 il prospetto era arricchito da un tondo marmoreo raffigurante una Madonna con Bambino, certamente proveniente dal primitivo monastero. Opera di stile rinascimentale risalente al '500, attribuita secondo Gioacchino di Marzo e Antonino Bilardo ad Antonello Gagini e trafugato da ignoti.
Nella notte tra il 5 e il 6 gennaio 2017 un fulmine colpì il campanile posto sul lato destro del prospetto, danneggiando la cornice in pietra, la copertura a tegole, e divelto la croce in ferro.

## Interno

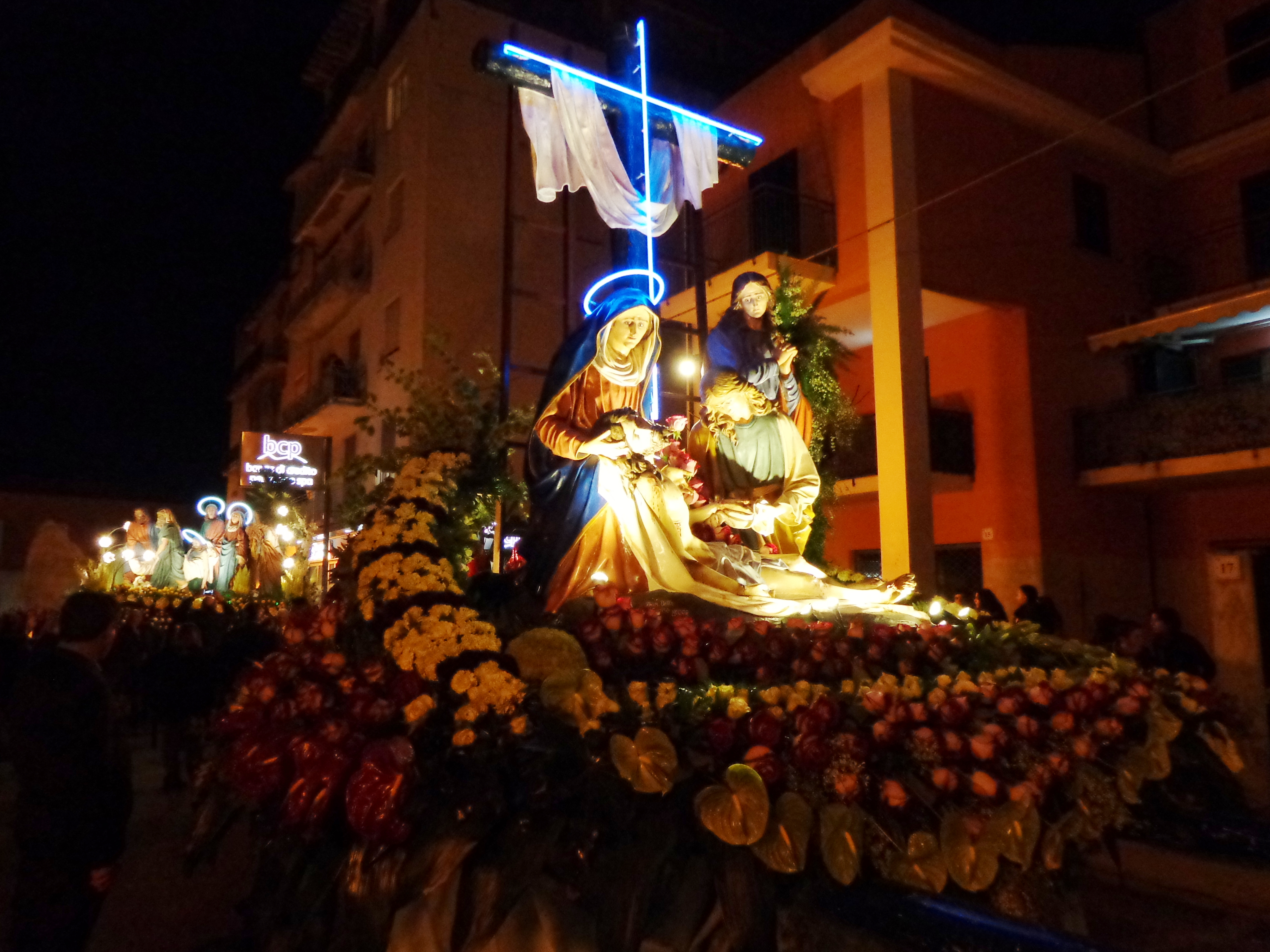
La Vara della "Pietà".

Coro e sottocoro addossati alla controfacciata alterati da recenti interventi di restauro.
Interno a navata unica, sulle pareti laterali sono presenti undici affreschi raffiguranti scene di vita di San Basilio, inoltre si conserva il coperchio di sarcofago d'epoca medievale.
In una teca è custodita la vara della "Pietà", gruppo scultoreo ispirato alla Pietà di Michelangelo Buonarroti, opera eseguita dallo scultore Pietro Indino di Lecce nel 1948 raffigurante il Pianto di Maria nei momenti successivi la Deposizione di Gesù dalla Croce. Il gruppo presenta la felice contaminazione della presenza di Maria Maddalena genuflessa sul corpo semisdraiato di Gesù e di Giovanni che in posizione eretta osserva la scena. L'opera patrocinata dalla corporazione dei pescivendoli e pescatori sfila durante i riti processionali della Sumana Santa.

## Monastero basiliano
L'annesso monastero, dopo gli eventi bellici della prima guerra mondiale fu adibito a sede del Ginnasio - Liceo "Luigi Valli" fino al 1969.
In seguito ospitò altre istituzioni scolastiche, successivamente adibito a Pretura circondariale. Da decenni versa in stato d'abbandono in attesa di adeguati interventi di riqualificazione.
- 1869, In controtendenza ad altri monasteri italo-greci, diffusi in area meridionale, il cenobio, non vanta alcuna collezione di testi liturgici, patristici, classici greci e latini.

## Cripta
La cripta è stata ispezionata negli anni '60 per le opere di ripristino del pavimento nell'imminente riapertura della chiesa.

## Abati
- Bartolomeo da Reggio, copista di manoscritti greci.
- Silvestro Maurolico, nipote del matematico messinese Francesco Maurolico.
- Eutichio Ajello.[1][2][3]

.